# 峗山汉墓群
峗山汉墓群，位于山东省泰安市东平县东平街道。是中华人民共和国山东省省级文物保护单位之一。
2010年列入第三批泰安市文物保护单位。2015年6月23日，列入第五批山东省文物保护单位，该文物保护单位分类为古墓葬。